# コミ・ペルミャク管区

コミ・ペルミャク管区の旗

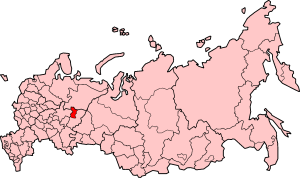
コミ・ペルミャク自治管区

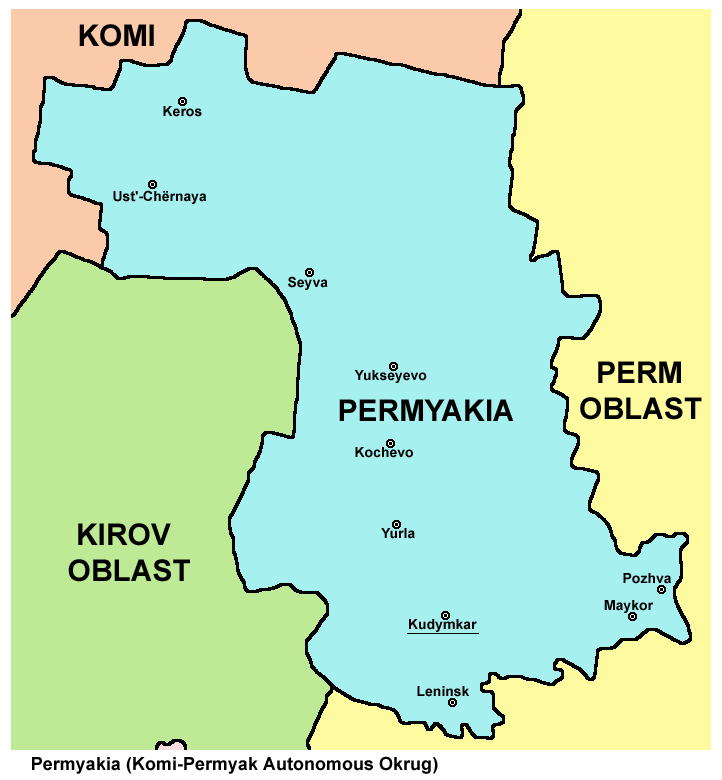

コミ・ペルミャク管区（ロシア語: Коми-Пермяцкий округ, コミ・ペルミャク語: Коми-Пермяцкöй округ, Komi-Permyatskii okrug）はロシア連邦沿ヴォルガ連邦管区ペルミ地方の管区。行政の中心はクディムカル。
ソ連時代の名称はコミ・ペルミャク民族管区。その後、ペルミ州に属しながらも別個の連邦構成主体である自治管区、コミ・ペルミャク自治管区 (Коми-Пермяцкий автономный округ、Komi-Permyatskii avtonomnyi okrug) となった。2005年、ペルミ州との合併により、連邦構成主体ではない管区となった。

## 基本情報
- 面積　32,900km²
- 人口　125,000人
- 人口密度　4人/km²

## 標準時
この地域は、エカテリンブルク時間帯の標準時を使用している。時差はUTC+5時間で、夏時間はない。（2011年3月までは標準時がUTC+5で夏時間がUTC+6、同年3月から2014年10月までは通年UTC+6であった）

## 地理
ウラル山脈の西側、カマ川の上流域に位置する。北にコミ共和国、西にキーロフ州、東にペルミ州と隣り合う。

## 歴史
一帯は1472年にロシアに併合された。
1925年2月26日に民族管区が設置された。

## 産業
主要な産業は木材加工。